# Стрибки з трампліна на зимових Азійських іграх 1996
Змагання зі стрибків з трампліна на зимових Азійських Іграх 1996 проводилися у Харбін (Китай). Як демонстрація було представлено лише два змагання — великий трамплін серед чоловіків. Медалі у цьому змаганні офіційно не зараховуються.

## Медалісти
| Дисципліна                         | Золото                  | Срібло                       | Бронза                                          |
| ---------------------------------- | ----------------------- | ---------------------------- | ----------------------------------------------- |
| нормальний трамплін, індивідуальні | Дмитро Чвиков Казахстан | Олександр Колмаков Казахстан | Хітоші Сакурай Японія                           |
| нормальний трамплін, команда       | Казахстан               | Японія                       | Китай Лю Шумін Пу Сюефен Ван Шуанлун Сюй Сінван |

## Таблиця медалей
| Місце                      | Країна    | Золото | Срібло | Бронза | Загалом |
| -------------------------- | --------- | ------ | ------ | ------ | ------- |
| 1                          | Казахстан | 2      | 1      | 0      | 3       |
| 2                          | Японія    | 0      | 1      | 1      | 2       |
| 3                          | Китай     | 0      | 0      | 1      | 1       |
| Разом                      | Разом     | 2      | 2      | 2      | 6       |
| Примітка: приймаюча країна |           |        |        |        |         |